# 11月24日
11月24日（じゅういちがつにじゅうよっか）は、グレゴリオ暦で年始から328日目（閏年では329日目）にあたり、年末まであと37日ある。

## できごと
- 1629年（寛永6年10月10日） - 徳川家光の乳母・お福が後水尾天皇に拝謁。「春日局」の名号を賜る。
- 1833年 - インドネシアのスマトラ島沖でマグニチュード8.9の地震発生。2004年の地震と同規模の可能性も。
- 1859年 - チャールズ・ダーウィンがイギリスで『種の起源（On the Origin of Species）』を出版。
- 1894年 - 東京音楽学校で明治以降の日本で初のオペラ『ファウスト』（グノー作曲）を上演。
- 1909年 - 大之浦桐野炭鉱（現:福岡県宮若市）にて爆発事故。259人が死亡、4人が知覚精神を喪失した[1]。
- 1919年 - 新婦人協会の設立を発表。
- 1928年 - 山本老事件が起こる。
- 1940年 - 第二次世界大戦: スロバキアが日独伊三国軍事同盟に加盟。
- 1943年 - 樺太の知取町にあった樺太公立知取第一国民学校から出火。生徒多数が死傷。
- 1944年 - 第二次世界大戦・日本本土空襲: B-29が東京を爆撃。1942年4月18日以来の空襲。江戸川、荏原、品川、杉並などに被害[2]。
- 1945年 - GHQが、原爆研究との誤解から理化学研究所仁科研究室などのサイクロトロンを破壊し東京湾に沈める。
- 1950年 - 電気事業再編成令が公布。電力事業を地域ごとの9社に再編。
- 1954年 - 鳩山一郎らが日本民主党を結成。
- 1961年 - 国連総会で「核兵器使用禁止宣言」と「アフリカの非核武装地帯宣言」が可決。
- 1962年 - 東京都のドヤ街の一つ山谷で暴動。食堂の客扱いへの不満がきっかけとなり1000人が騒ぎ16人が検挙[3]。
- 1963年 - ジョン・F・ケネディ米大統領の暗殺容疑で逮捕されていたリー・ハーヴェイ・オズワルドが、連行中に射殺される。
- 1964年 - ドラゴン・ルージュ作戦: アメリカ軍の輸送機からベルギーのパラシュート部隊がコンゴ民主共和国のスタンリーヴィルに降下。11月26日かけて、シンバの反乱（英語版）軍勢力に捕らえられていた人質を多数救出[4]。
- 1969年 - アメリカの2番目の有人月宇宙船「アポロ12号」が地球に帰還[5]。
- 1971年 - アメリカでハイジャック「D.B.クーパー事件」発生。犯人は身代金20万ドルを持ってパラシュートで脱出、逃亡。未解決事件となる。
- 1989年 - ビロード革命: グスターフ・フサーク大統領、ミロシュ・ヤケシュ第一書記らチェコスロバキア共産党幹部全員が辞任し、共産党政権が事実上崩壊。
- 1993年 - アメリカ合衆国議会で銃法規制法案（ブレイディ法案）が可決。
- 1997年 - 山一證券が自主廃業を決定し、経営破綻。
- 1999年 - 日本で外国産カブトムシ、クワガタムシ44種の輸入が解禁される。
- 2000年 - 日本でストーカー規制法施行。
- 2003年 - コロンビア邦人副社長誘拐事件: コロンビアで誘拐された矢崎総業の現地法人副社長が遺体で発見。
- 2012年 - サンフレッチェ広島がJ1初優勝を飾ると同時に、FIFAクラブワールドカップ初出場を決定する[6]。
- 2016年 - コロンビア政府とコロンビア革命軍が和平合意に調印。50年以上に及んだコロンビア内戦が事実上終結。
- 2017年 - 2017年アリーシュ・ビール・アルアベドテロ攻撃事件: エジプト、アリーシュ近郊にあるローダ（Rawda）モスクを武装集団が襲撃[7]。300人以上が死亡[8]。
- 2019年 - フランシスコローマ教皇が、訪問先の広島県から平和のメッセージを発信[9]。
- 2021年 - 愛知県弥富市中学校内刺殺事件が発生[10]。
- 2024年 - WBSCプレミア12の決勝で、チャイニーズ・タイペイが日本を4-0で下し、優勝する。
- 2024年 - フィリピンの首都マニラにあるスラム街で大規模火災発生。住宅約1,000棟消失。

## 誕生日
- 1602年（慶長7年10月11日） - 鍋島元茂、第7代小城藩主（+ 1654年）
- 1632年 - バールーフ・デ・スピノザ、合理主義哲学者（+ 1677年）
- 1705年（宝永2年10月9日） - 遠山友央、第7代苗木藩主（+ 1772年）
- 1712年 - シャルル・ミシェル・ド・レペー、思想家、教育者 (+ 1789年)
- 1729年 - アレクサンドル・スヴォーロフ、ロシア帝国大元帥（+ 1800年）
- 1748年（寛延元年閏10月4日） - 佐竹義敦、第8代久保田藩主（+ 1785年）
- 1784年 - ザカリー・テイラー、第12代アメリカ合衆国大統領（+ 1850年）
- 1812年（文化9年10月21日） - 前田利極、第10代大聖寺藩主（+ 1838年）
- 1821年 - ヘンリー・バックル、歴史学者（+ 1862年）
- 1826年 - カーロ・コローディ、児童文学作家（+ 1890年）
- 1849年 - フランシス・ホジソン・バーネット（バーネット夫人）、小説家、劇作家（+ 1924年）
- 1849年（嘉永2年10月10日） - 安藤信勇、第7代磐城平藩主（+ 1908年）
- 1862年 - ベルンハルト・シュターフェンハーゲン、音楽家（+ 1914年）
- 1864年 - アンリ・ド・トゥールーズ＝ロートレック、画家（+ 1901年）
- 1868年 - スコット・ジョプリン、作曲家（+ 1917年）
- 1875年 - 阿部信行、政治家（+ 1953年）
- 1876年 - ウォルター・バーリー・グリフィン、建築家（+ 1937年）
- 1877年 - アルバン・W・バークリー、政治家、第35代アメリカ合衆国副大統領（+ 1956年）
- 1887年 - エーリッヒ・フォン・マンシュタイン、ドイツの陸軍軍人、貴族（+ 1973年）
- 1891年 - マリアーノ・オスピナ・ペレス、政治家（+ 1976年）
- 1895年 - ルドヴィーク・スヴォボダ、政治家、チェコスロバキア大統領（+ 1979年）
- 1898年 - 劉少奇、政治家、第2代中華人民共和国主席（+ 1969年）
- 1903年 - 邦創典、俳優（+ 1982年）
- 1911年 - ジョー・メドウィック、元プロ野球選手（+ 1975年）
- 1912年 - 清川虹子、喜劇女優（+ 2002年）
- 1916年 - 片岡博国、元プロ野球選手
- 1922年 - 加藤治子、女優（+ 2015年）
- 1924年 - レオニード・コーガン、ヴァイオリニスト（+ 1982年）
- 1927年 - アルフレード・クラウス、テノール歌手（+ 1999年）
- 1927年 - アマドゥ・クルマ、作家（+ 2003年）
- 1930年 - 若前田英一朗、元大相撲力士（+ 2007年）
- 1931年 - 鈴木三重子、歌手（+ 1987年）
- 1932年 - 三原憲三、法学者、弁護士、朝日大学名誉教授（+ 2014）
- 1934年 - 鈴木銀一郎、作家、ゲームデザイナー（+ 2021年）
- 1935年 - 中野三敏、教育者、文学者、九州大学名誉教授（+ 2019年）
- 1938年 - オスカー・ロバートソン、バスケットボール選手
- 1939年 - 三宅義信、重量挙げ選手
- 1940年 - 石川陽造、元プロ野球選手
- 1941年 - ピノ・ドナッジオ、作曲家
- 1942年 - 村上周三、工学者、東京大学名誉教授
- 1942年 - 三井辨雄、政治家
- 1943年 - クニヲ・ナカムラ、政治家、第4代パラオ大統領（+ 2020年）
- 1943年 - 森孝慈、元サッカー選手（+ 2011年）
- 1943年 - 新川恵、調教師
- 1946年 - 安田喜憲、地理学者、環境考古学者、国際日本文化研究センター名誉教授
- 1946年 - 内田俊雄、アマチュア野球指導者
- 1946年 - テッド・バンディ、元死刑囚（+ 1989年）
- 1947年 - 中村孝明、料理人
- 1948年 - スティーブ・イェーガー、元プロ野球選手
- 1948年 - 伊東良孝、政治家
- 1949年 - 江島巧、元プロ野球選手
- 1949年 - 玉ノ富士茂、元大相撲力士（+ 2021年）
- 1955年 - 湯浅卓、国際弁護士
- 1957年 - クリス・ヘイズ、ギタリスト（元ヒューイ・ルイス&ザ・ニュース）
- 1959年 - 大塚明夫、声優
- 1960年 - 豊島美雪、ラジオパーソナリティ
- 1960年 - 金澤秀三郎、政治家
- 1960年 - 両沢和幸、脚本家
- 1961年 - 三宅伸吾、政治家
- 1961年 - 保科有里、歌手
- 1962年 - 未來貴子、女優
- 1962年 - 三遊亭金馬 (5代目)、落語家
- 1962年 - ジョン・スクワイア、ミュージシャン（ザ・ストーン・ローゼズ）
- 1964年 - 松田博幸、歌手
- 1964年 - コンリース・ヒル、俳優
- 1965年 - 古村比呂、女優
- 1966年 - 西本欣司、プロ野球審判員
- 1968年 - yukihiro、ミュージシャン（L'Arc〜en〜Ciel）
- 1968年 - デイヴ・ハンセン、元プロ野球選手
- 1969年 - 多岐川舞子、演歌歌手
- 1970年 - バッファロー吾郎A、お笑いタレント（バッファロー吾郎）
- 1970年 - ジェイソン・ハッカミー、元プロ野球選手
- 1971年 - 坂井澄江、プロレスラー
- 1972年 - ラッセル・ワトソン、歌手
- 1972年 - エルネスト・ノリス、野球選手
- 1973年 - 岩田まこ都、フリーアナウンサー
- 1973年 - 松原美香、歌手
- 1974年 - 山本太郎、政治家、元俳優、元タレント
- 1974年 - 小沼ようすけ、ギタリスト
- 1975年 - 大和啄也、俳優、タレント
- 1975年 - 小川一水、小説家、SF作家
- 1975年 - 清水直行、元プロ野球選手
- 1976年 - 池内博之、俳優
- 1976年 - 陳露、元フィギュアスケート選手
- 1976年 - ネストル・ペレス、元プロ野球選手
- 1976年 - ダミアン・モス、元プロ野球選手
- 1977年 - 西国原礼子、歌手、タレント（元SDN48）
- 1980年 - 藤川ヨシキ、ミュージシャン
- 1981年 - 佐藤和哉、篠笛奏者、作曲家
- 1982年 - 川島信二、騎手
- 1983年 - アンドレ・ルイス・バイーア・ドス・サントス・ヴィアナ、サッカー選手
- 1983年 - ホセ・ロペス、プロ野球選手
- 1983年 - 立川絵理、元タレント
- 1984年 - ジョエル・グスマン、プロ野球選手
- 1984年 - 菊地直哉、元サッカー選手
- 1985年 - 小塚舞子、タレント、リポーター
- 1985年 - 雨宮チエ、グラビアアイドル
- 1986年 - OSTER project、音楽家・ボカロP
- 1986年 - 田極翼、バレエダンサー
- 1986年 - 永井朋弥、俳優、歌手（+Plus）
- 1986年 - 松本あゆ美、タレント、フリーアナウンサー
- 1987年 - 越川詩織、声優
- 1987年 - クリス・ハーマン、プロ野球選手
- 1987年 - 丸山美紀、声優
- 1987年 - 宮本晃一、俳優
- 1988年 - ジャロッド・パーカー、元プロ野球選手
- 1989年 - 宮澤ありさ、女優、ファッションモデル
- 1989年 - 三浦愛、レーシングドライバー
- 1989年 - 武隈祥太、元プロ野球選手
- 1990年 - サラ・ハイランド、女優
- 1990年 - トム・オデール、ミュージシャン
- 1993年 - イヴィ・アダムー、歌手
- 1994年 - 草川拓弥、俳優、モデル、ダンサー（超特急）
- 1994年 - 竹内將人、俳優
- 1994年 - ナビル・ベンタレブ、サッカー選手
- 1995年 - 井之脇海、俳優
- 1995年 - 千本木彩花、声優
- 1995年 - 辻愛沙子、クリエイティブ・ディレクター
- 1995年 - フランシス・マルテス、プロ野球選手
- 1997年 - 関哲汰、歌手、俳優、タレント（ONE N' ONLY）
- 1998年 - 山岸理子、アイドル（つばきファクトリー）
- 1998年 - 鎮西寿々歌、アイドル、女優、タレント（FRUITS ZIPPER）
- 1998年 - 別府由来、俳優
- 1999年 - 竹内彩姫、元アイドル（元SKE48）
- 1999年 - 今野大輝、アイドル（7 MEN 侍）
- 2000年 - 廣中璃梨佳、陸上競技選手
- 2000年 - 辰見鴻之介、プロ野球選手
- 2004年 - 浅野翔吾、プロ野球選手
- 2008年 - 根本真陽、女優
- 2008年 - アイラ・サマーヘイズ、女優
- 生年不詳 - 江夏由結、脚本家
- 生年不詳 - 大木咲絵子、声優
- 生年不詳 - 尾崎未來、声優
- 生年不詳 - 川口莉奈、声優
- 生年不詳 - 鈴木恭輔、声優
- 生年不詳 - 吉田和生、声優
- 生年不詳 - 倉田三ノ路、漫画家
- 生年不詳 - 白銀ノエル、バーチャルYouTuber

## 忌日

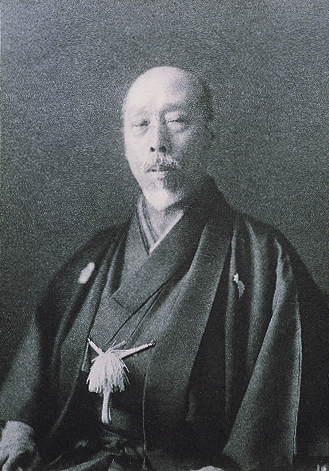
朝日新聞の共同創業者、村山龍平(1850-1933)没。

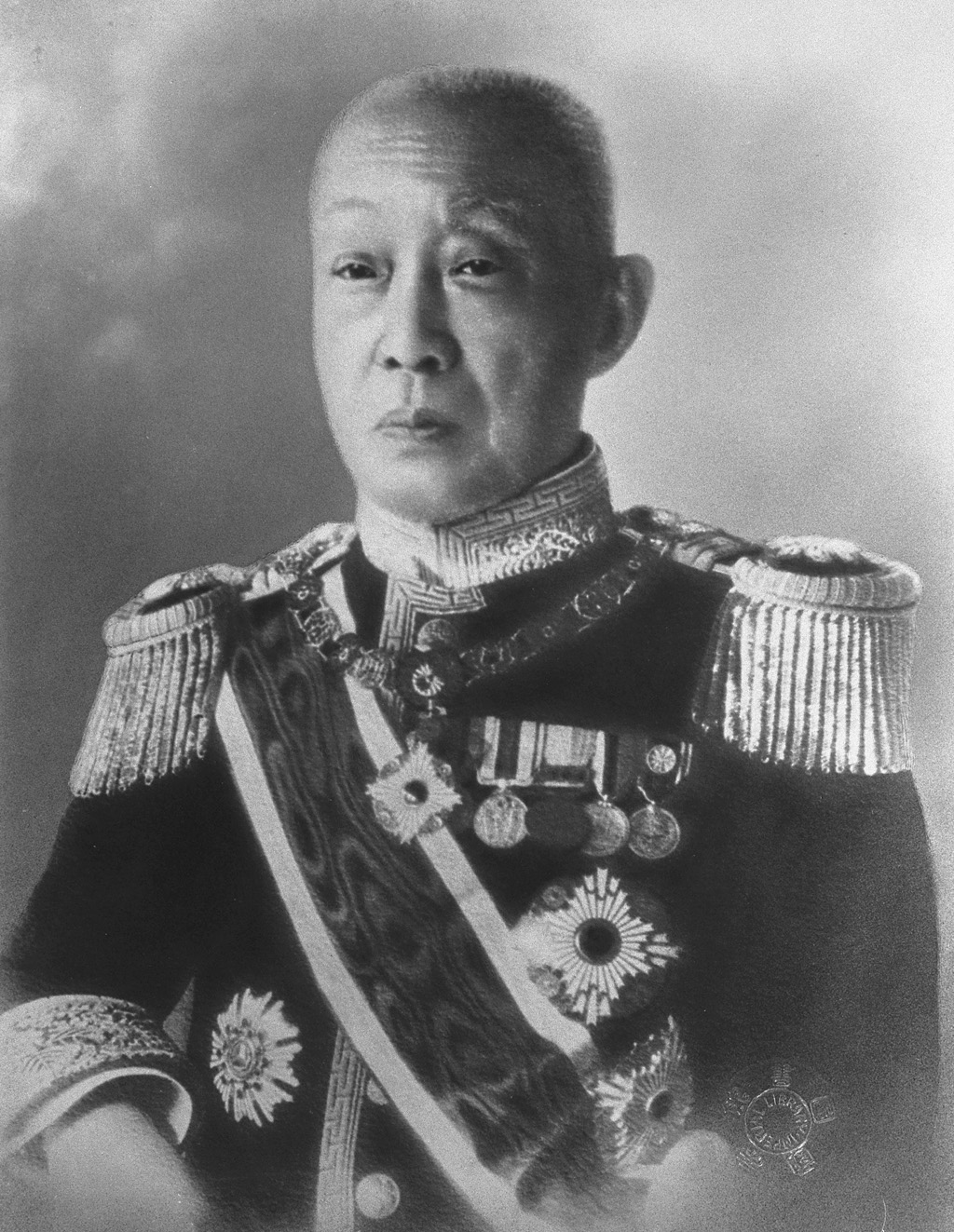
戦前の日本の政治家、西園寺公望(1849-1940)没。

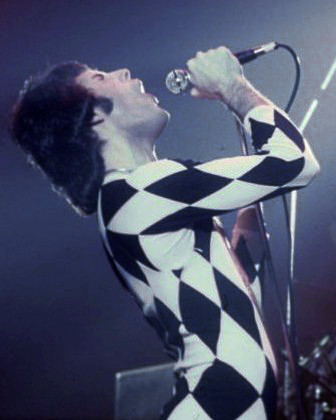
ロックバンド「クイーン」のボーカリスト、フレディー・マーキュリー(1946-1991)没。

- 597年 - 智顗、天台大師（* 538年）
- 654年（白雉5年10月10日）- 孝徳天皇、第36代天皇（* 596年）
- 1518年 - ヴァノッツァ・カタネイ、ローマ教皇アレクサンデル6世の愛人、チェーザレ・ボルジアの母（* 1442年）
- 1571年 - ヤン・ブラホスラフ、宗教改革運動家、音楽学者（* 1523年）
- 1650年 - マヌエル・カルドーゾ、作曲家（* 1566年）
- 1720年（享保5年10月25日）- 松平定直、第4代伊予松山藩主（* 1660年）
- 1722年 - ヨハン・アダム・ラインケン、作曲家（* 1623年）
- 1741年 - ウルリカ・エレオノーラ、スウェーデン女王（* 1688年）
- 1848年 - 第2代メルバーン子爵ウィリアム・ラム、政治家、元イギリス首相（* 1779年）
- 1852年 - ウォルター・フォワード、第15代アメリカ合衆国財務長官（* 1786年）
- 1870年 - ロートレアモン伯爵、詩人（* 1846年）
- 1875年 - 徳川義宜、第16代尾張藩主（* 1858年）
- 1898年 - 四条隆謌、元老院議官、貴族院議員（* 1828年）
- 1916年 - ハイラム・マキシム、発明家（* 1840年）
- 1929年 - ジョルジュ・クレマンソー、政治家、元フランス首相（* 1841年）
- 1932年 - ロバート・エドウィン・オールズ、第6代アメリカ合衆国国務次官（* 1875年）
- 1933年 - 村山龍平、朝日新聞共同創業者、衆議院議員、貴族院議員（* 1850年）
- 1937年 - ニコライ・ネフスキー、言語学者・民俗学者（* 1892年）
- 1940年 - 西園寺公望 、政治家、第12・14代内閣総理大臣（* 1849年）
- 1944年 - 辻潤、翻訳家、思想家（* 1884年）
- 1944年 - 田澤義鋪、教育家、日本青年館理事長、貴族院議員（* 1885年）
- 1944年 - 中川州男、日本の陸軍中将（* 1898年）
- 1946年 - モホリ＝ナジ・ラースロー、写真家、教育家（* 1895年）
- 1956年 - グィード・カンテッリ、指揮者（* 1920年）
- 1957年 - ディエゴ・リベラ、画家（* 1886年）
- 1963年 - リー・ハーヴェイ・オズワルド、ジョン・F・ケネディ米大統領暗殺の実行犯とされる人物（* 1939年）
- 1968年 - ドビ・イシュトヴァーン、元ハンガリー首相、大統領評議会議長（* 1898年）
- 1978年 - 大松博文、バレーボール指導者・元自由民主党参議院議員（* 1921年）
- 1980年 - ジョージ・ラフト、俳優（* 1903年）
- 1982年 - 太田静子、歌人、作家（* 1913年）
- 1990年 - 西谷啓治、思想家（* 1900年）
- 1991年 - 大村千吉、俳優（* 1922年）
- 1991年 - フレディ・マーキュリー 、ミュージシャン（クイーン ）（* 1946年）
- 1991年 - エリック・カー、ドラマー（* 1950年）
- 1993年 - 馬場雅夫、アナウンサー、演芸・競輪評論家（* 1933年）
- 1998年 - ニコラス・クルティ、物理学者（* 1908年）
- 1998年 - 長田武士、政治家（* 1931年）
- 1998年 - 滝進太郎、レーシングドライバー（* 1937年）
- 1998年 - 小倉雄三、俳優（* 1942年）
- 1998年 - 大山朝常、政治家（* 1901年）
- 2001年 - 長野規、編集者（* 1926年）
- 2001年 - ドナルド・マクファーソン、フィギュアスケート選手（* 1945年）
- 2002年 - 小川仁一、政治家（* 1918年）
- 2002年 - ジョン・ロールズ、思想家（* 1921年）
- 2002年 - 山川雄巳、政治学者（* 1932年）
- 2003年 - セイプディン・エズィズィ、政治家（* 1915年）
- 2003年 - ウォーレン・スパーン、元プロ野球選手（* 1921年）
- 2003年 - 団令子、女優（* 1935年）
- 2004年 - アーサー・ヘイリー、小説家（* 1920年）
- 2005年 - 御子柴博見、地方公務員、元東京都副知事（* 1907年）
- 2005年 - 藤野博、口腔外科医、九州大学名誉教授（* 1910年）
- 2005年 - ノリユキ・パット・モリタ、俳優（* 1932年）
- 2005年 - ジョン・ブリシディース、ソフトウェア科学者（* 1961年）
- 2007年 - 真部一男、将棋棋士（* 1952年）
- 2008年 - 廣瀬量平、作曲家（* 1930年）
- 2008年 - 浦岡敬一、映画編集技師（* 1930年）
- 2009年 - 丘灯至夫、作詞家、元NHKアナウンサー、元毎日新聞社記者（* 1917年）
- 2009年 - 石井歓、作曲家、愛知県立芸術大学名誉教授（* 1921年）
- 2009年 - 田淵安一、抽象画家（* 1921年）
- 2009年 - 三木俊治、政治家、実業家、元徳島市長・阿波製紙社長（* 1932年）
- 2009年 - サマック・スントラウェート、第33代タイ王国首相（* 1935年）
- 2010年 - 黄華、政治家、外交官、元中華人民共和国外交部部長（* 1913年)
- 2010年 - 駿河海光夫、元大相撲力士、元プロレスラー（* 1920年)
- 2010年 - ピーター・クリストファーソン、ミュージシャン、グラフィックデザイナー（* 1955年)
- 2012年 - 池田信夫、野球選手（* 1950年）
- 2012年 - ヘクター・カマチョ、プロボクサー、元世界3階級制覇王者（* 1962年）
- 2013年 - 井草準一、数学者、ジョンズ・ホプキンズ大学名誉教授（* 1924年）
- 2013年 - 田代和、実業家（* 1927年）
- 2014年 - ビクトル・チーホノフ、アイスホッケー指導者、国際アイスホッケー連盟殿堂（* 1930年）
- 2014年 - 石川フミヤス、漫画家（* 1937年）
- 2015年 - 小畑幸雄、実業家、元野村不動産社長 (* 1922年)
- 2015年 - 高田宏、編集者、作家、エッセイスト（* 1932年）
- 2016年 - 中山和久、労働法学者、早稲田大学名誉教授（* 1930年）
- 2016年 - フローレンス・ヘンダーソン、女優（* 1934年）
- 2016年 - 原田治、イラストレーター（* 1946年）
- 2016年 - 酒井昌也、実業家、元エスケーアイ社長（* 1955年）
- 2017年 - 森本益之、刑法学者、刑事政策学者、元摂南大学学長、大阪大学名誉教授（* 1940年）
- 2017年 - 野津喬、実業家、元オハヨー乳業社長・カバヤ食品社長・岡山日日新聞社社長・日本青年会議所会頭（* 1945年）
- 2018年 - 田中卓、歴史学者（* 1923年）
- 2018年 - ハロルド・ファーバーマン、指揮者、作曲家、打楽器奏者（* 1929年）
- 2018年 - リッキー・ジェイ、奇術師、俳優（* 1946年）
- 2018年 - 塚本光男、政治家、第10代茨城県取手市長（* 1952年）
- 2019年 - 宮原巍、登山家、実業家（* 1934年）
- 2019年 - ク・ハラ、アイドル（KARA）（* 1991年）
- 2020年 - 木内幸男、高校野球指導者（* 1931年）
- 2020年 - 幸田弘子、女優、声優、朗読家（* 1932年）
- 2020年 - タンジャ・ママドゥ、政治家、第5代ニジェール大統領（* 1938年）
- 2020年 - クリストフ・ドミニシ、元ラグビー選手、指導者（* 1972年）
- 2021年 - ヘルマン・バウジンガー、民俗学者、ゲルマニスト（* 1926年）
- 2021年 - 谷口克広、戦国史研究家、織田信長研究家（* 1943年）
- 2022年 - 色摩力夫、元外交官、作家（* 1928年）
- 2022年 - ハンス・マグヌス・エンツェンスベルガー、作家、詩人、批評家、翻訳家（* 1929年）
- 2022年 - 李国文、小説家（* 1930年）
- 2022年 - 樋口覚、文芸評論家（* 1948年）
- 2022年 - 佐川一政、作家、パリ人肉事件犯人（* 1949年）
- 2022年 - 李靖飛、俳優（* 1957年）
- 2022年 - モイセス・フェンテス、プロボクサー、元WBOミニマム級世界王者・ライトフライ級暫定王者（* 1985年）
- 2023年 - ジョージ・コーホン、実業家（* 1937年）
- 2023年 - 濱田矩男、実業家、元東邦ホールディングス社長（* 1940年）
- 2023年 - 伊集院静、作家、作詞家（* 1950年）
- 2024年 - 久里洋二、アニメーション作家（* 1928年）
- 2024年 - 堀田力、検察官、弁護士、福祉事業家 （* 1934年）

## 記念日・年中行事
- 進化の日
1859年のこの日に、チャールズ・ダーウィンの『種の起源』の初版が刊行されたことを記念。
- 教師の日（ トルコ）
トルコ共和国の建国者ムスタファ・ケマル・アタチュルクに「校長」の称号が与えられた日を記念[11]。
- 鰹節の日（ 日本）
「い(1)い(1)ふ(2)し(4)」の語呂合わせ。食品メーカー・ヤマキが制定。
- オペラ記念日（ 日本）
1894年（明治27年）のこの日、東京音楽学校（現:東京芸術大学）奏楽堂で、明治以降日本で初めてのオペラが上演された。